# Mosjön, Dalarna
Mosjön är en sjö i Falu kommun i Dalarna och ingår i Gavleåns huvudavrinningsområde. Sjön är 21 meter djup, har en yta på 0,87 kvadratkilometer och befinner sig 292,1 meter över havet. Vid provfiske har abborre, lake och sik fångats i sjön.

## Delavrinningsområde
Mosjön ingår i det delavrinningsområde (675712-151826) som SMHI kallar för Mynnar i Gavleån. Medelhöjden är 326 meter över havet och ytan är 13,22 kvadratkilometer. Det finns inga avrinningsområden uppströms utan avrinningsområdet är högsta punkten. Vattendraget som avvattnar avrinningsområdet har biflödesordning 2, vilket innebär att vattnet flödar genom totalt 2 vattendrag innan det når havet efter 105 kilometer. Avrinningsområdet består mestadels av skog (90 procent). Avrinningsområdet har 0,87 kvadratkilometer vattenytor vilket ger det en sjöprocent på 6,6 procent.